# Habitatge al carrer de l'Església, 9 (Sant Climent de Llobregat)
L'habitatge al Carrer de l'Església, 9 és un edifici de la població de Sant Climent de Llobregat a la comarca del Baix Llobregat, que forma part de l'Inventari del Patrimoni Arquitectònic de Catalunya.
És una casa plurifamiliar d'un pis i golfes d'estil modernista. Consta d'una planta baixa amb una porta rectangular flanquejada, a costat i costat, per dues finestres; una primera planta amb balcó, flanquejat, també, per dues finestres; una segona planta amb una galeria de quatre arcs de mig punt peraltats. Els tres cossos, o plantes, són separats per petits sòcols de ceràmica, formant tres espais rectangulars de la mateixa mida. En l'obra destaca la utilització de la ceràmica, que volteja els vans, com a element decoratiu característic. Els arcs són de maó. Va ser construit a la primeria del segle xx.